# Nadia Styles
Nadia Styles (Los Ángeles, California; 25 de junio de 1982) es una actriz pornográfica estadounidense.

## Biografía
Entró en la industria pornográfica en el año 2004, a los 22 años de edad. Como actriz, ha grabado para estudios como VCA Pictures, Diabolic, Digital Sin, Evil Angel, Zero Tolerance, Hustler Video, Red Light District, Kick Ass, Brazzers o Elegant Angel,
En su año debut, rodó su primera escena de sexo anal en Barely Legal Corrupted.
Así mismo, en 2006, rodó sus primeras escenas de doble penetración en Gaped Crusaders y de interracial en Take it Black 4, siendo también la primera de la actriz porno Dana DeArmond.
Descubrió la fe cristiana a raíz de la fundación The Pink Cross de la ex-actriz porno Shelley Lubben y abandonó la industria porno. Posteriormente volvió a reincorporarse.
En 2015 participó en un vídeo para la web Funny or Die junto a sus compañeras Mercedes Carrera y Nina Elle criticando la película Cincuenta sombras de Grey, a la que acusaron de ser misógina, de estar mal escrita y mostrar "sexo sin sexo".
Retirada en 2018, grabó más de 550 películas como actriz.
Algunas películas de su filmografía son American Squirter 2, Anal Demise 3, Bad Girls, Ink., Dr. MILF - Pussy Doctor 2, Fantasy Football Orgy, Hot Sauce 3, Mad at Daddy 3, North Pole 50, Only Handjobs 3, o Snap-On Tools 3.

## Premios y nominaciones
- 2005 Premios AVN nominada - Mejor escena de trío, Video por Double Teamed, Digital Sin (con Marco Duato y Ben English)[19]
- 2006 Premios AVN nominada - Mejor escena de sexo anal, Video por Barely Legal Corrupted, Hustler Video (con Kurt Lockwood)[20]
- 2009 Premios AVN nominada – Mejor escena escandalosa de sexo por Squirt Gangbang 2[21]